# Владимир Гагара
Владимир Гагара (чеськ. Vladimír Hagara, 7 листопада 1943, П'єштяни — 24 травня 2015) — чехословацький футболіст, що грав на позиції захисника.
Виступав, зокрема, за «Спартак» (Трнава), з яким став п'ятиразовим чемпіоном Чехословаччини, а також національну збірну Чехословаччини, у складі якої був учасником чемпіонату світу 1970 року.

## Клубна кар'єра
У дорослому футболі дебютував 1961 року виступами за команду «Готвальдов», в якій провів три сезони у другому дивізіоні Чехословаччини, після чого там же грав за «Слован» (Нітра).
1966 року став гравцем «Спартака» (Трнава), який на той момент проходив свою «золоту еру», під час якої клуб з Гагарою виграв п'ять чемпіонств (1968, 1969, 1971, 1972, 1973) та двічі здобував Кубок Чехословаччини (1967, 1971). Крім того Владимир зіграв у складі клубу в 22 матчах у Кубку європейських чемпіонів і забив 2 голи, доходячи з командою до півфіналу (1969) і двічі до чвертьфіналу турніру (1973, 1974). Також Гагара провів за клуб 4 матчі в Кубку володарів кубків і 6 ігор в Кубку УЄФА та став володарем Кубка Мітропи у 1967 році.
Закінчував кар'єру у нижчолігових клубах «Строярне» (Мартін) та «Славой» (П'єштяни), де грав до 1978 року.

## Виступи за збірну
27 квітня 1968 року дебютував в офіційних матчах у складі національної збірної Чехословаччини в товариській грі проти Югославії (3:0).
У складі збірної був учасником чемпіонату світу 1970 року у Мексиці, де зіграв у двох матчах, а його команда не подолала груповий етап. Також брав участь у Кубку незалежності Бразилії, на якому зіграв у всіх трьох іграх.
Загалом протягом кар'єри у національній команді, яка тривала 6 років, провів у її формі 25 матчів, забивши 4 голи.
Помер 24 травня 2015 року на 72-му році життя.

## Титули і досягнення
- Чемпіон Чехословаччини (5):

«Спартак» (Трнава): 1967-68, 1968-69, 1970-71, 1971-72, 1972-73
- Володар Кубка Чехословаччини (2):

«Спартак» (Трнава): 1970-71, 1974-75
- Володар Кубка Мітропи (1):

«Спартак» (Трнава): 1966-67